# 91-ша мотострілецька дивізія (СРСР)
91-ша мотострілецька дивізія (91 МСД, в/ч 58421, від 2.1987: 21431) — з'єднання мотострілецьких військ Радянської армії, що існувало від липня 1970 до жовтня 1989 року. Створена в липні 1970 року (ІІ формування) на основі 362-го мотострілецького полку (52-га мотострілецька дивізія) у селищі Чисті Ключі (Шелехов), Іркутська область. Дивізія мала статус кадрованої, тому була укомплектована особовим складом і технікою лише на 15 % (1900 осіб) від штатної чисельності — на час перебування в Монголії мала статус боєготової: укомплектованість була на рівні 65 % (7500 осіб). Від 1 грудня 1987 року вона була перетворена на 497-й територіальний навчальний центр. Від жовтня 1989 року була перетворена на 5209-ту базу зберігання озброєння та техніки.

## Історія
Створена в липні 1970 року (ІІ формування) на основі 362-го мотострілецького полку (52-га мотострілецька дивізія) у селищі Чисті Ключі (Шелехов), Іркутська область.
Реорганізація 15 листопада 1972 року:
- створено 1290-й окремий протитанковий артилерійський дивізіон
- створено 00 окремий реактивний артилерійський дивізіон — включений до складу артилерійського полку в травні 1980

У 1980 році 000 окремий моторизований транспортний батальйон було перейменовано на 301-й окремий батальйон матеріального забезпечення.
У 1980 році 58-й окремий танковий батальйон прибув до Монголії зі складу 138-го окремого танкового полку (Німеччина), та був закріплений за дивізією.
У 1985 році 58-й окремий танковий батальйон було розформовано.
У квітні 1987 року 123-й танковий полк був переданий до 41-ї мотострілецької дивізії, та був замінений на 102-й танковий полк зі складу тієї ж дивізії.
Від 1 грудня 1987 року перетворена на 497-й територіальний навчальний центр.
У жовтні 1989 року перетворено на 5209-ту базу зберігання озброєння та техніки.
У червні 1992 року успадкувала традиції, почесті та нагороди розформованої 15-ї мотострілецької дивізії, та була перейменована на 6063-тю базу зберігання озброєння та техніки (Механізовані війська).
В червні 2009 року перейменована на 187-му базу зберігання та ремонту озброєння та техніки.

## Структура
Протягом історії з'єднання його стурктура та склад неодноразово змінювались.

### 1970
- 279-й мотострілецький полк (Чисті Ключі, Іркутська область)
- 977-й мотострілецький полк (Чисті Ключі, Іркутська область)
- 1091-й мотострілецький полк (Чисті Ключі, Іркутська область)
- 123-й танковий полк (Чисті Ключі, Іркутська область)
- 677-й артилерійський полк (Чисті Ключі, Іркутська область)
- 000 зенітний артилерійський полк (Чисті Ключі, Іркутська область)
- 1257-й окремий ракетний дивізіон (Чисті Ключі, Іркутська область)
- 762-й окремий розвідувальний батальйон (Чисті Ключі, Іркутська область)
- 1308-й окремий інженерно-саперний батальйон (Чисті Ключі, Іркутська область)
- 1766-й окремий батальйон зв'язку (Чисті Ключі, Іркутська область)
- 000 окрема рота хімічного захисту (Чисті Ключі, Іркутська область)
- 000 окремий ремонтно-відновлювальний батальйон (Чисті Ключі, Іркутська область)
- 158-й окремий санітарно-медичний батальйон (Чисті Ключі, Іркутська область)
- 000 окремий моторизований транспортний батальйон (Чисті Ключі, Іркутська область)

### 1980
- 279-й мотострілецький полк (Мандал-Гобі, Монголія)
- 977-й мотострілецький полк (Шеві-Гобі, Монголія)
- 1091-й мотострілецький полк (Шеві-Гобі, Монголія)
- 123-й танковий полк (Шеві-Гобі, Монголія)
- 677-й артилерійський полк (Мандал-Гобі, Монголія)
- 000 зенітний ракетний полк (Шеві-Гобі, Монголія)
- 58-й окремий танковий батальйон (Шеві-Гобі, Монголія) — 5.82 до Мандал-Гобі — оснащено танками Т-72
- 1257-й окремий ракетний дивізіон (Шеві-Гобі, Монголія)
- 1290-й окремий протитанковий артилерійський дивізіон (Шеві-Гобі, Монголія)
- 762-й окремий розвідувальний батальйон (Шеві-Гобі, Монголія)
- 1308-й окремий інженерно-саперний батальйон (Шеві-Гобі, Монголія)
- 1766-й окремий батальйон зв'язку (Шеві-Гобі, Монголія)
- 000 окрема рота хімічного захисту (Шеві-Гобі, Монголія)
- 000 окремий ремонтно-відновлювальний батальйон (Шеві-Гобі, Монголія)
- 158-й окремий медичний батальйон (Шеві-Гобі, Монголія)
- 301-й окремий батальйон матеріального забезпечення (Шеві-Гобі, Монголія)

### 1987
- 279-й мотострілецький полк (Мандал-Гобі, Монголія)
- 977-й мотострілецький полк (Шеві-Гобі, Монголія)
- 1091-й мотострілецький полк (Шеві-Гобі, Монголія)
- 123-й танковий полк (Шеві-Гобі, Монголія) — оснащений танками Т-72
- 677-й артилерійський полк (Мандал-Гобі, Монголія)
- 000 зенітний ракетний полк (Шеві-Гобі, Монголія)
- 1257-й окремий ракетний дивізіон (Шеві-Гобі, Монголія)
- 1290-й окремий протитанковий артилерійський дивізіон (Шеві-Гобі, Монголія)
- 762-й окремий розвідувальний батальйон (Шеві-Гобі, Монголія)
- 1308-й окремий інженерно-саперний батальйон (Шеві-Гобі, Монголія)
- 1766-й окремий батальйон зв'язку (Шеві-Гобі, Монголія)
- 000 окрема рота хімічного захисту (Шеві-Гобі, Монголія)
- 000 окремий ремонтно-відновлювальний батальйон (Шеві-Гобі, Монголія)
- 158-й окремий медичний батальйон (Шеві-Гобі, Монголія)
- 301-й окремий батальйон матеріального забезпечення (Шеві-Гобі, Монголія)

## Розташування
- Штаб (Шеві-Гобі): 46 06 23N, 108 36 45E
- Шеві-Гобські казарми: 46 06 22N, 108 36 34E
- Мандал-Гобські казарми: 45 45 15N, 106 14 20E
- Чистоключнинські казарми: 52 10 44N, 103 57 17E
- Нижньоудінські казарми: 54 55 18N, 99 03 50E